# 内山昭
内山 昭（うちやま あきら、1945年7月3日 - ）は、日本の経済学者。成美大学短期大学部学長。専門は財政学、特に租税論・地方財政論。経済学博士。

## 略歴
1945年福井県福井市生まれ。1969年滋賀大学経済学部卒業。1975年立命館大学大学院経済学研究科財政学専攻博士課程単位取得退学。同年九州国際大学専任講師、1977年同助教授、1986年同教授。1987年立命館大学で経済学博士を取得。1998年静岡県立大学経営情報学部教授、中国大連東北財経大学客員教授を経て、2000年立命館大学経済学部教授。2011年定年退職、特任教授。成美大学副学長・経営情報学部長。2014年より成美大学・成美大学短期大学部学長（成美大学の学長は2016年まで）。

## 著書

### 単著
- 『大型間接税の経済学』（大月書店、1986年）
- 『会社主義と税制改革』（大月書店、1996年）
- 『分権的地方財源システム』（法律文化社、2009年）

### 共著
- 『福祉国家システムの構造変化』（渋谷博史、立岩寿一　東京大学出版会、2001年）
- 『日本の福祉国家財政』（渋谷博史　学文社、2008年）

### 編著
- 『現代の財政』（税務経理協会、2006年）